# Georges Ascher
 (juillet 2016).
Georges Ascher, né en 1884 à Varsovie (Pologne), et mort à Auschwitz en 1943, est un peintre polonais.

## Biographie
Ayant reçu une formation d'architecte, il s'installe à Paris en 1925 et se consacre à la peinture. Quelque temps plus tard il déménage avec sa famille pour La Ciotat. Il peint paysages, natures mortes, et des sujets sur l'histoire du peuple juif.
Arrêté sous le régime de Vichy, il est déporté au camp de Gurs. Un grand nombre de ses peintures a disparu.
Après la Seconde Guerre mondiale, le collectionneur d'art Oscar Ghez (1905-1998) fit l'acquisition d'œuvres de peintres juifs de l'école de Paris morts en déportation. Il conservait ces toiles dans son musée du Petit Palais à Genève, et en offrit 137 à l'université d'Haïfa en 1978.

## Œuvres dans les collections publiques
- Haïfa, université de Haïfa, Hecht Museum : Volière, huile sur toile, 81 × 65 cm.

## Salons
- Salon d'automne, 1928[1] et 1933